# 雷神 (高見沢俊彦のアルバム)
『雷神』（らいじん）は、2013年7月31日にEMI Records Japanからリリースされた高見沢俊彦の4枚目のオリジナル・アルバム。

## 概要
前作『Fantasia』より、3年ぶりのリリースとなった。本作より、これまでの発売元がEMIミュージック・ジャパンからユニバーサルミュージックに移行され、レーベルがEMI Recordsとなったが、引き続きEXPRESSロゴも表記される（EMIロゴとの同時表記、Virgin Recordsは表記されず）。Takamiyソロ・プロジェクト第2期ファイナルの作品となる。

## リリース形態
- 通常盤[1]（CD・ボーナス・トラック1曲収録）
- 初回生産限定盤A[2]（CD + 特典CD「第2期 ライブ・ベスト・アルバム」）
- 初回生産限定盤B[3]（CD + 特典CD「Takamiy's 【Voice & レアトラックス】」）

## 収録楽曲
作詞・作曲・編曲：高見沢俊彦（特記以外）

### 通常盤
1. 雷神の如く
2. Samurai Basara
3. 仮面の宴
  - アニメ映画『ガラスの仮面ですが THE MOVIE 女スパイの恋! 紫のバラは危険な香り!?』主題歌
4. Legend of Galaxy 〜銀河の覇者 / Takamiy with 宮野真守
  - テレビ東京系『新ウルトラマン列伝』主題歌、『ウルトラマンギンガ』オープニングテーマ
5. 嵐が丘
6. 君だけを守りたい2013 / Takamiy with つるの剛士
  - 中島文明に1997年提供した楽曲のセルフカバー。
7. 黄金龍王
8. 孤独なRudy Boy
9. Fantastic Love（Metal）
  - 作詞：綾小路翔
  - 高見沢自身と綾小路も参加したFANTAに書き下ろした楽曲のセルフカバー。
10. ULTRA STEEL
  - 編曲：高見沢俊彦 with 本田優一郎
11. <<Bonus Track>>　ウルトラマン組曲『サーガ』
  - 作詞：東京一・松井五郎・阿久悠・高見沢俊彦
  - 作曲：冬木透・鈴木キサブロー・川口真・KATSUMI・高見沢俊彦
  - 歴代ウルトラマン主題歌カバー（ウルトラセブンの歌・ウルトラマンダイナ・ウルトラマンタロウ・Sprit）にウルトラマンゼロをイメージした新曲「ZEROの掟」を加えたメドレー。「ウルトラマンダイナ」ではつるの剛士もゲストボーカルとして参加している。

### 初回生産限定盤A
本編CD
1. 雷神の如く
2. Samurai Basara
3. 仮面の宴
4. Legend of Galaxy 〜銀河の覇者 / Takamiy with 宮野真守
5. 嵐が丘
6. 君だけを守りたい2013 / Takamiy with つるの剛士
7. 黄金龍王
8. 孤独なRudy Boy
9. Fantastic Love（Metal）
10. ULTRA STEEL

特典CD
第2期ライブ・ベスト・アルバム
1. 2時間だけのHoneymoon
2. Super Star
3. Desire Red Rose 2008
4. Thanks for Your Love 〜PartⅡ
5. 赤い糸
6. 17のときに逢いたかった
7. Berlin Rain
8. Cherie
9. Kaleidoscope
10. Techno Glamorous
11. 夜桜お七
12. 騒音おばさん VS 高音おじさん

### 初回生産限定盤B
本編CD
1. 雷神の如く
2. Samurai Basara
3. 仮面の宴
4. Legend of Galaxy 〜銀河の覇者 / Takamiy with 宮野真守
5. 嵐が丘
6. 君だけを守りたい2013 / Takamiy with つるの剛士
7. 黄金龍王
8. 孤独なRudy Boy
9. Fantastic Love（Metal）
10. ULTRA STEEL

特典CD
1〜10：楽曲解説コメンタリー　11〜13：レア・トラックス
1. Prologue 〜 雷神の如く
2. Samurai Basara
3. 仮面の宴
4. Legend of Galaxy 〜銀河の覇者
5. 嵐が丘
6. 君だけを守りたい2013
7. 黄金龍王
8. 孤独なRudy Boy
9. Fantastic Love （Metal）
10. ULTRA STEEL 〜 Epilogue
11. Legend of Galaxy 〜銀河の覇者（Takamiy's Version）
12. Takamiy Classics Fantasy op.1
13. ヤッターマンの歌（劇場版Version）